# Корти, Аксель
Аксель Корти (нем. Axel Corti, настоящее имя Лепольд Карл Анатоль Аксель Фюрманс нем. Leopold Karl Anatole Axel Fuhrmans; 7 мая 1933 года, Булонь-Бийанкур, около Парижа, Франция — 29 декабря 1993 года, Оберндорф-бай-Зальцбург, Зальцбург, Австрия) — австрийский кинорежиссёр, сценарист и актёр.

## Биография
Родился в семье Карла Эдгара Фюрманса нем. Carl Edgar Fuhrmans, имевшего австрийско-итальянские корни, и Ингеборг Фюрманс (ур. Куцнер нем. Ingeborg Kutzner). Во время оккупации Франции он вместе с матерью перебрался в Швейцарию. А отец принял участие в Сопротивлении. После войны перебрался сначала в Италию, где изменил фамилию на Корти, а затем поступил в Инсбрукский университет имени Леопольда и Франца, где изучал германистику и романистику. Работал на Тирольском радио, а после был приглашён на Австрийское радио. Уже в Вене сначала становится ассистентом режиссёра в Бургтеатре, а затем режиссёром театров в Оберхаузене и Ульме. Будучи публицистом, посвятил много лет изучению жизни и творчеству Гиллеля. Продолжая работать на радио и в театре, стал адаптировать пьесы для телевидения, а после сам стал ставить телефильмы. Работал также в Венской государственной опере и преподавал в Венской академии кинематографии. Его фильм Обречённые был участником IX Московского международного кинофестиваля (1975).
Был женат на Цецили Корти (нем. Cecily Corti). В браке родилось трое детей.

## Память
- В 1997 году был учреждена премия Акселя Корти[нем.].

## Избранная фильмография

### Режиссёр
- 1962 —  / Kaiser Joseph und die Bahnwärterstochter (по пьесе Фридриха Торберга[нем.] и Фрица фон Херцмановского-Орландо[нем.])
- 1962 — Маркиз Кейт / Der Marquis von Keith (по пьесе Франка Ведекинда)
- 1970–н. в. — Место преступления / Tatort (сериал)
- 1971 — Дело Егерштеттера / Der Fall Jägerstätter (о трагической судьбе Франца Егерштеттера, по документальной книге Гордона Занна[англ.])
- 1973 —  / Ein junger Mann aus dem Innviertel - Adolf Hitler
- 1975 — Обречённые / Totstellen
- 1975 — Царь и плотник / Zar und Zimmermann (о Великом посольстве, по пьесе Герхарда Ройттера)
- 1975–1976 —  / Man lernt nie aus - Heiteres über Gesetz und Recht (мини-сериал)
- 1976 — Якоб Последний / Jakob der Letzte (по роману Петера Розеггера)
- 1976 — Молодой Фрейд / Der junge Freud
- 1981 —  / Wie der Mond über Feuer und Blut
- 1982 — Туда и обратно — Часть 1: Бог в нас больше не верит / Wohin und zurück - Teil 1: An uns glaubt Gott nicht mehr - Ferry oder Wie es war
- 1984 — Бледно-голубое письмо женщины / Eine blaßblaue Frauenschrift (по роману Франца Верфеля)
- 1985 — Туда и обратно — Часть 2: Санта Фе / Wohin und zurück - Teil 2: Santa Fé
- 1986 — Туда и обратно — Часть 3: Добро пожаловать в Вену / Wohin und zurück - Teil 3: Welcome in Vienna
- 1990 — Королевская шлюха / La putain du roi (по Жаку Турнье)
- 1994 — Марш Радецкого / Radetzkymarsch (по роману Йозефа Рота, мини-сериал)

### Сценарист
- 1970–н. в. — Место преступления / Tatort (сериал)
- 1981 —  / Wie der Mond über Feuer und Blut
- 1982 — Туда и обратно — Часть 1: Бог в нас больше не верит / Wohin und zurück - Teil 1: An uns glaubt Gott nicht mehr - Ferry oder Wie es war
- 1984 — Бледно-голубое письмо женщины / Eine blaßblaue Frauenschrift (по роману Франца Верфеля)
- 1985 — Туда и обратно — Часть 2: Санта Фе / Wohin und zurück - Teil 2: Santa Fé
- 1986 — Туда и обратно — Часть 3: Добро пожаловать в Вену / Wohin und zurück - Teil 3: Welcome in Vienna
- 1990 — Королевская шлюха / La putain du roi (по Жаку Турнье)
- 1994 — Марш Радецкого / Radetzkymarsch (по роману Йозефа Рота, мини-сериал)

### Актёр
- 1958 —  / Sag ja, Mutti
- 1961 —  / Die Jakobsleiter
- 1962 —  / Kaiser Joseph und die Bahnwärterstochter
- 1969 —  / Stellenangebote weiblich — Mr. Belvedere
- 1975 — Царь и плотник / Zar und Zimmermann — рассказчик
- 1976 — Три пути к морю / Drei Wege zum See — озвучивание
- 1976 —  / Cabaret de Vienne
- 1984 — Бледно-голубое письмо женщины / Eine blaßblaue Frauenschrift — Erzähler
- 1984 — Вальс Дуная / Donauwalzer
- 1985 — Август Стриндберг. Жизнь между гениальностью и безумием / August Strindberg: Ett liv — Dr. Charcot (мини-сериал)

## Награды
- 1975 — номинация на Золотой приз IX Московского международного кинофестиваля («Обреченные»)
- 1985 — Grimme-Preis
- 1986 — Серебряная раковина лучшему режиссёру («Туда и обратно – Часть 3: Добро пожаловать в Вену»)
- 1987 — Grimme-Preis